# 성남시수정도서관
성남시수정도서관(Sujeong Public Library)은 경기도 성남시 수정구 소재의 시립 공공 도서관이다. 2000년 10월 25일에 개관하였으며, 성남도시개발공사가 운영하고 있다.

## 연혁
성남시수정도서관은 2000년 10월 25일에 개관하였고, 2001년 11월 10일에 관리와 운영이 성남시시설관리공단에 위탁되었다. 2014년 1월 1일 성남도시개발공사가 출범함에 따라 운영 주체가 성남도시개발공사로 변경되었다.
2011년 10월 19일 대통령소속 도서관 정보정책위원회와 문화체육관광부가 주관한 '2014년 전국도서관운영평가'에서 문화체육관광부 장관상을, 2013년 10월 23일 '2013년 전국 도서관 운영평가'에서 국무총리상을 수상하였다. 2014년 동일한 평가에서 특별상(문화체육관광부 장관상)을 수상하였다.

## 수상내역
- 2011.10.19: 전국도서관운영평가 문화체육관광부 장관상 수상
- 2013.10.23: 전국도서관운영평가 국무총리상 수상
- 2014.10.29: 전국도서관운영평가 특별상 수상
- 2016.02.18: 국가근로장학사업 우수근로장학기관 선정
- 2016.12.22: 대한민국 독서경영 우수직장 인증
- 2020.11.26: 문화체육관광부장관상 수상 (도서관 빅데이터 우수활용 사례)
- 2021.10.13: 전국도서관운영평가 문화체육관광부 장관상 수상

## 갤러리

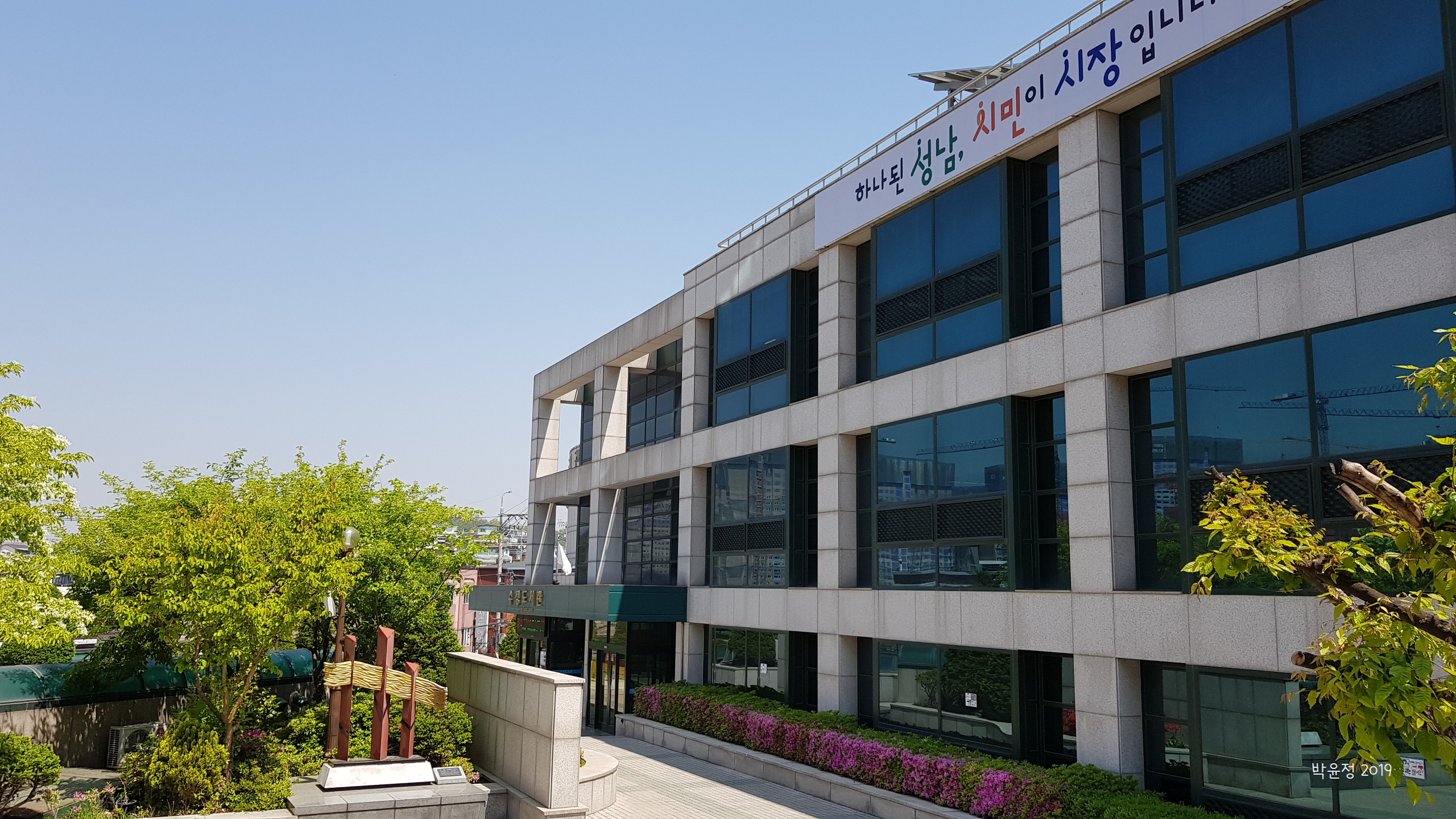
성남시수정도서관의 봄
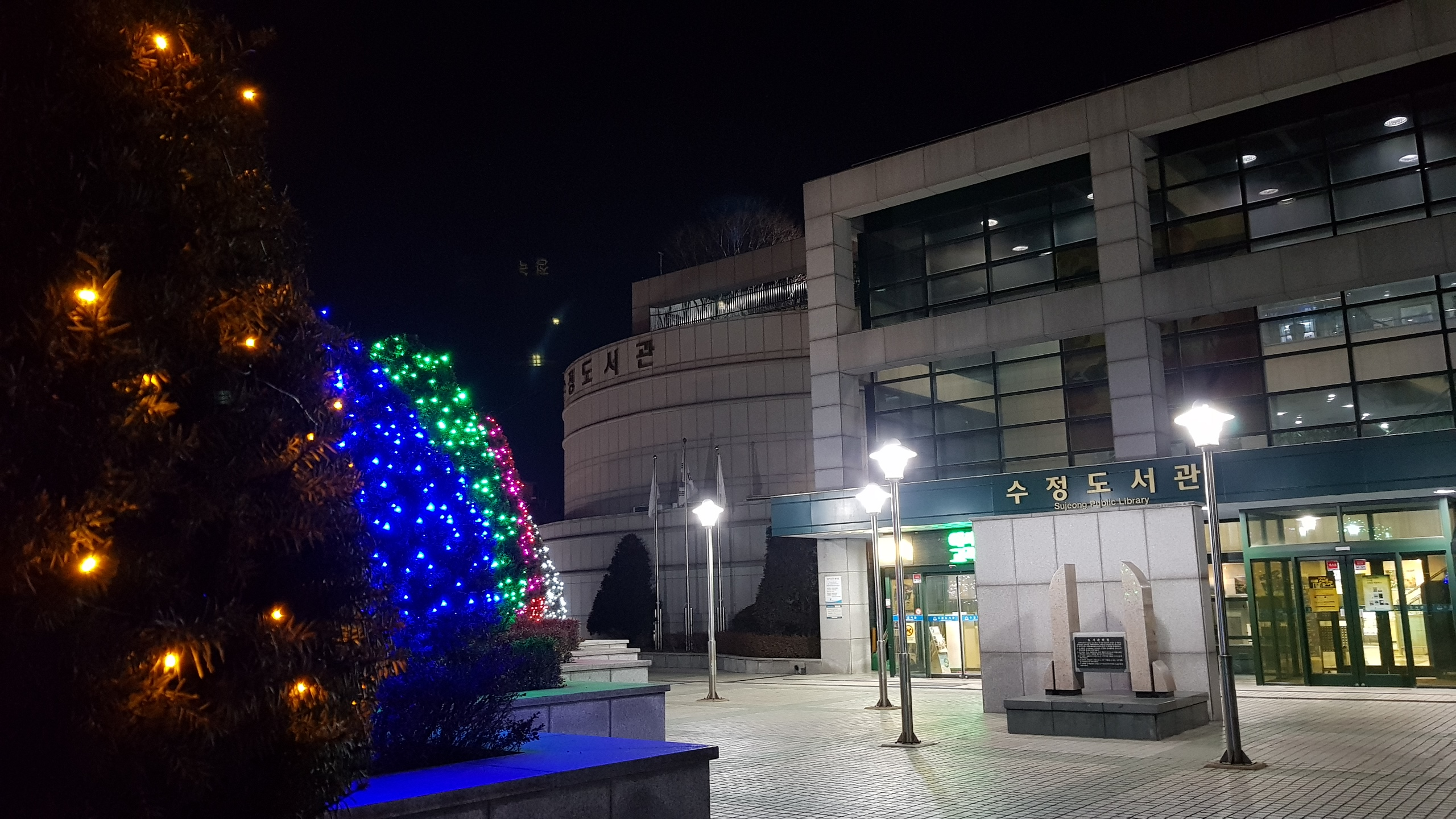
성남시수정도서관의 겨울 밤
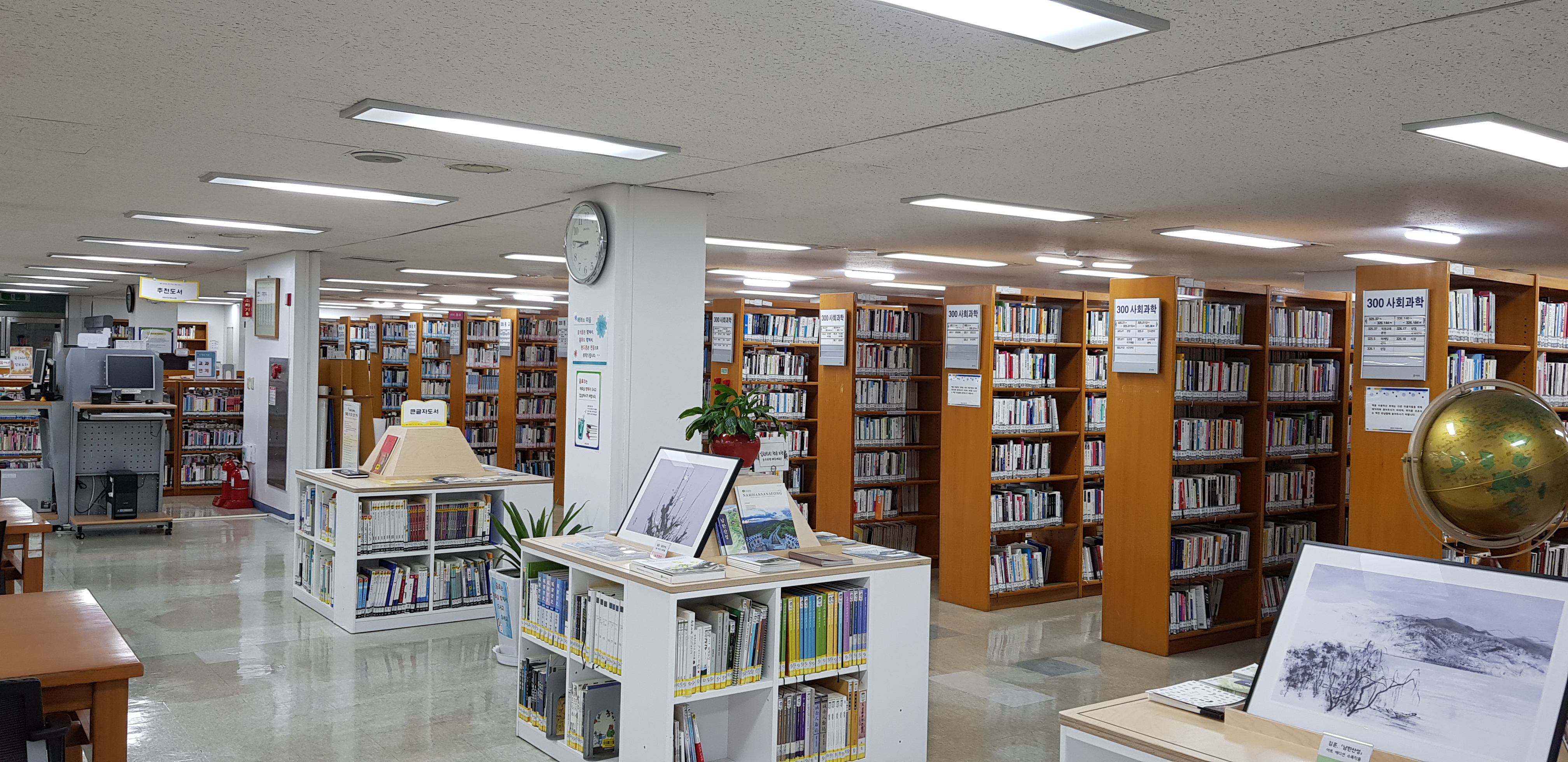
문헌정보실
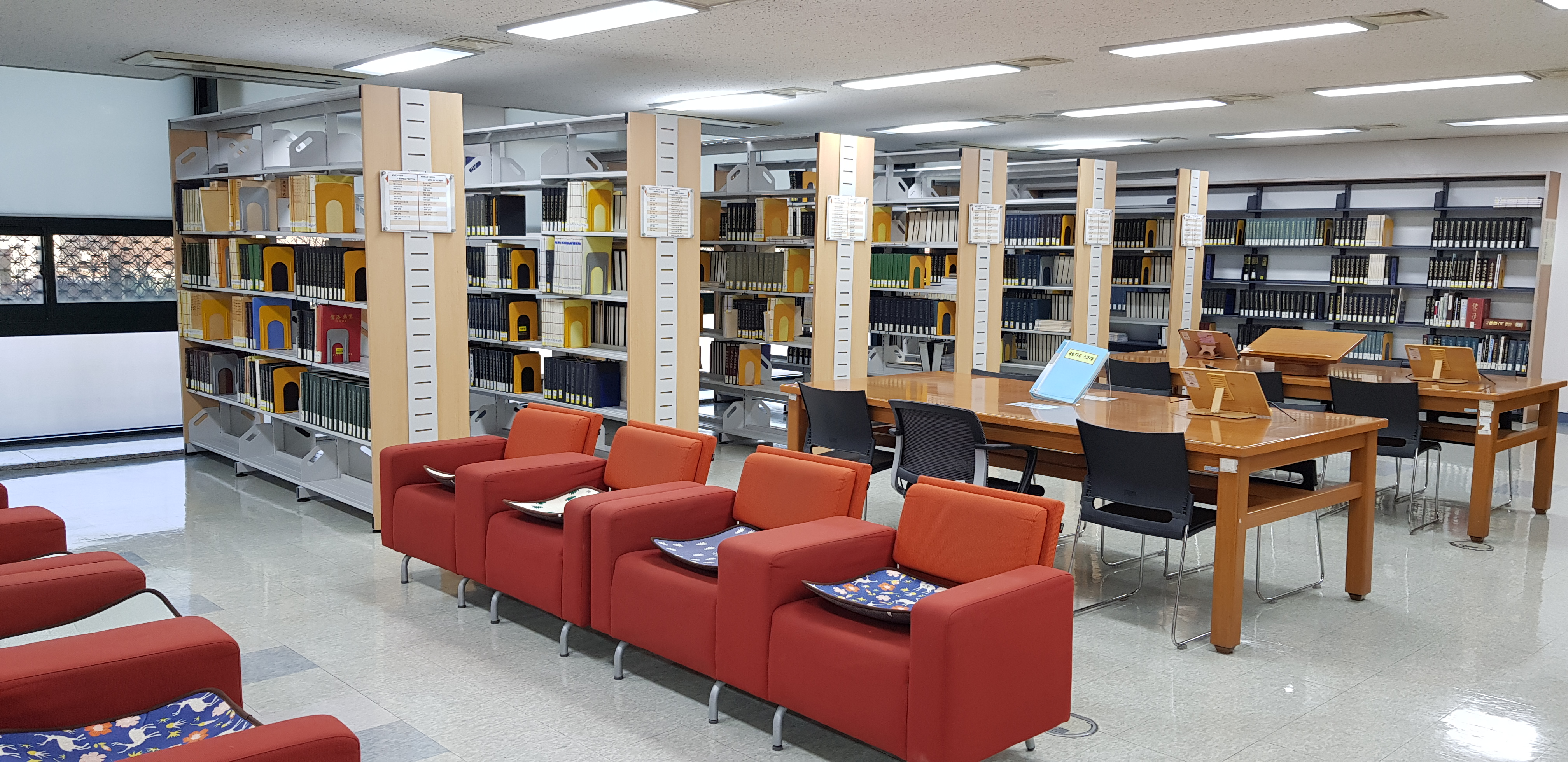
족보자료코너
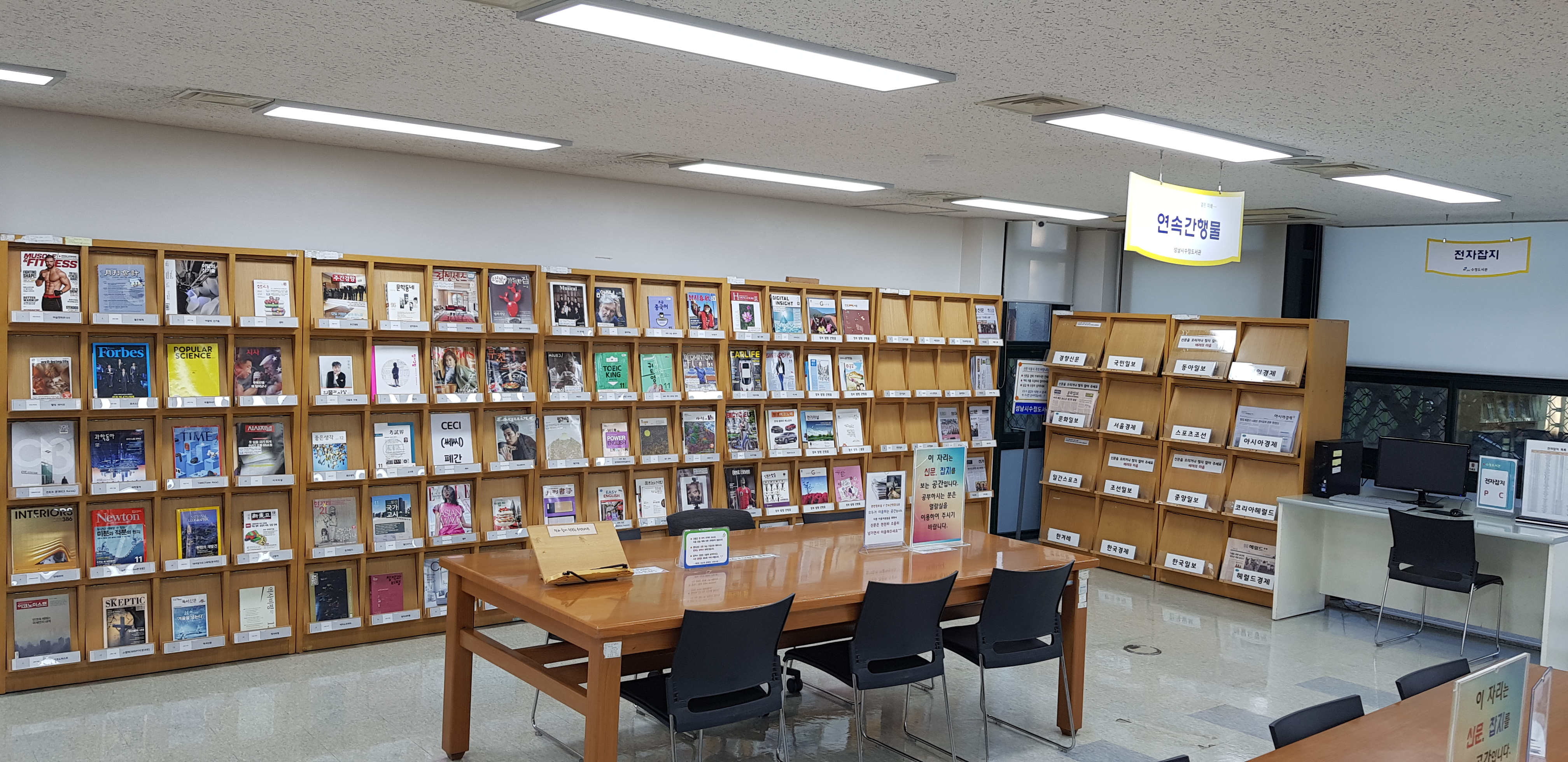
연속간행물실
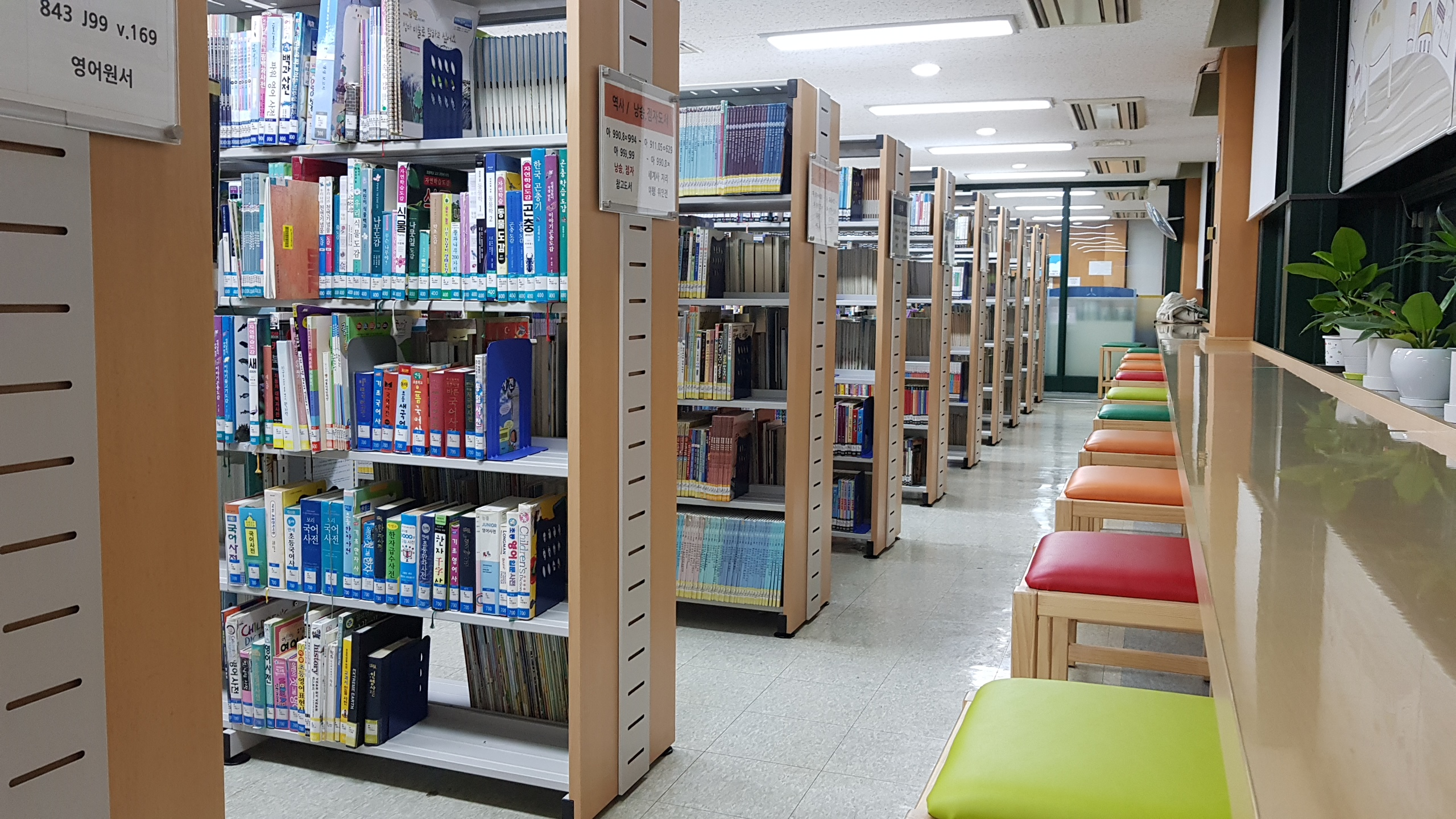
어린이가족열람실
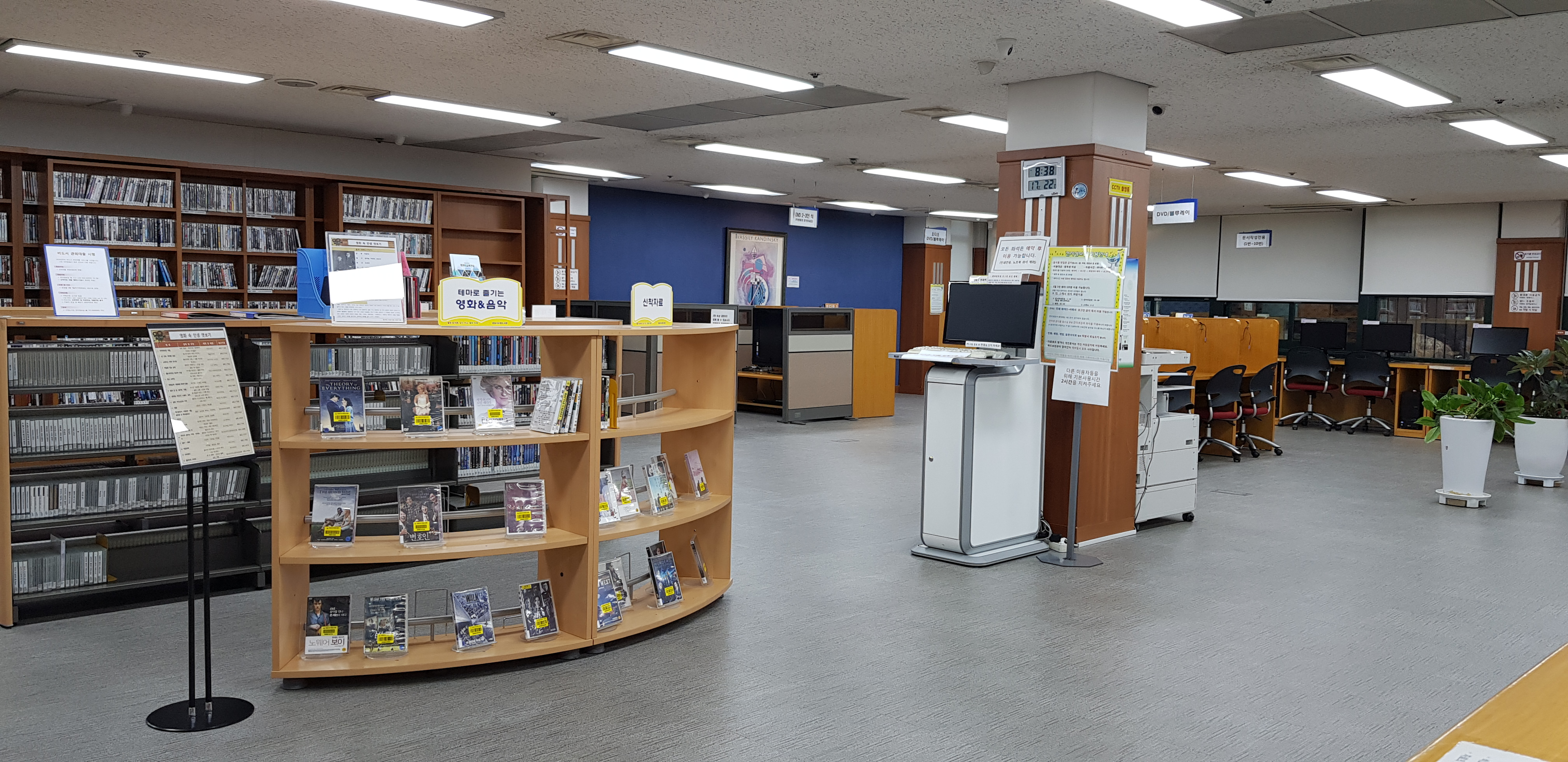
전자정보실
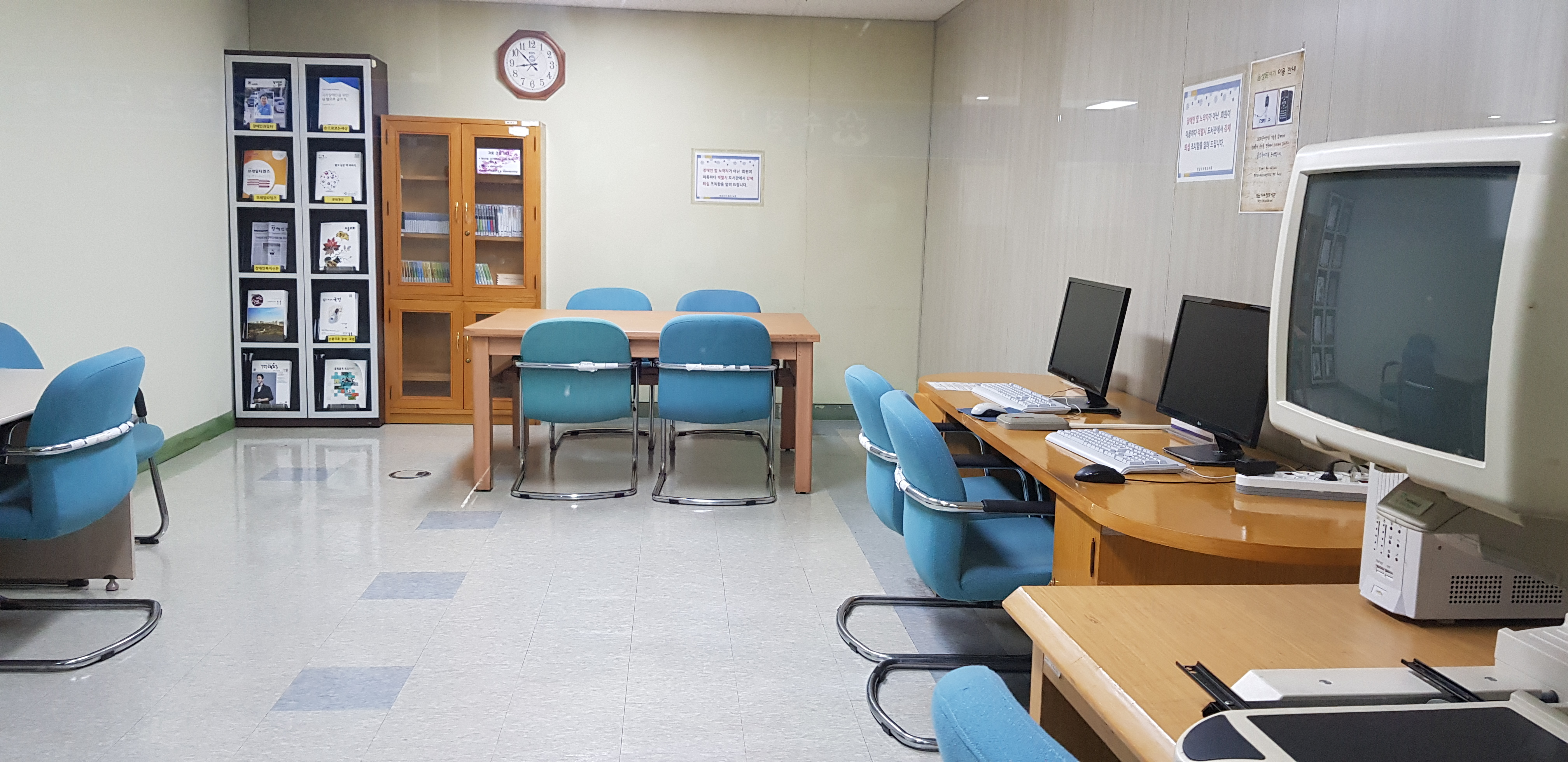
장애인열람실
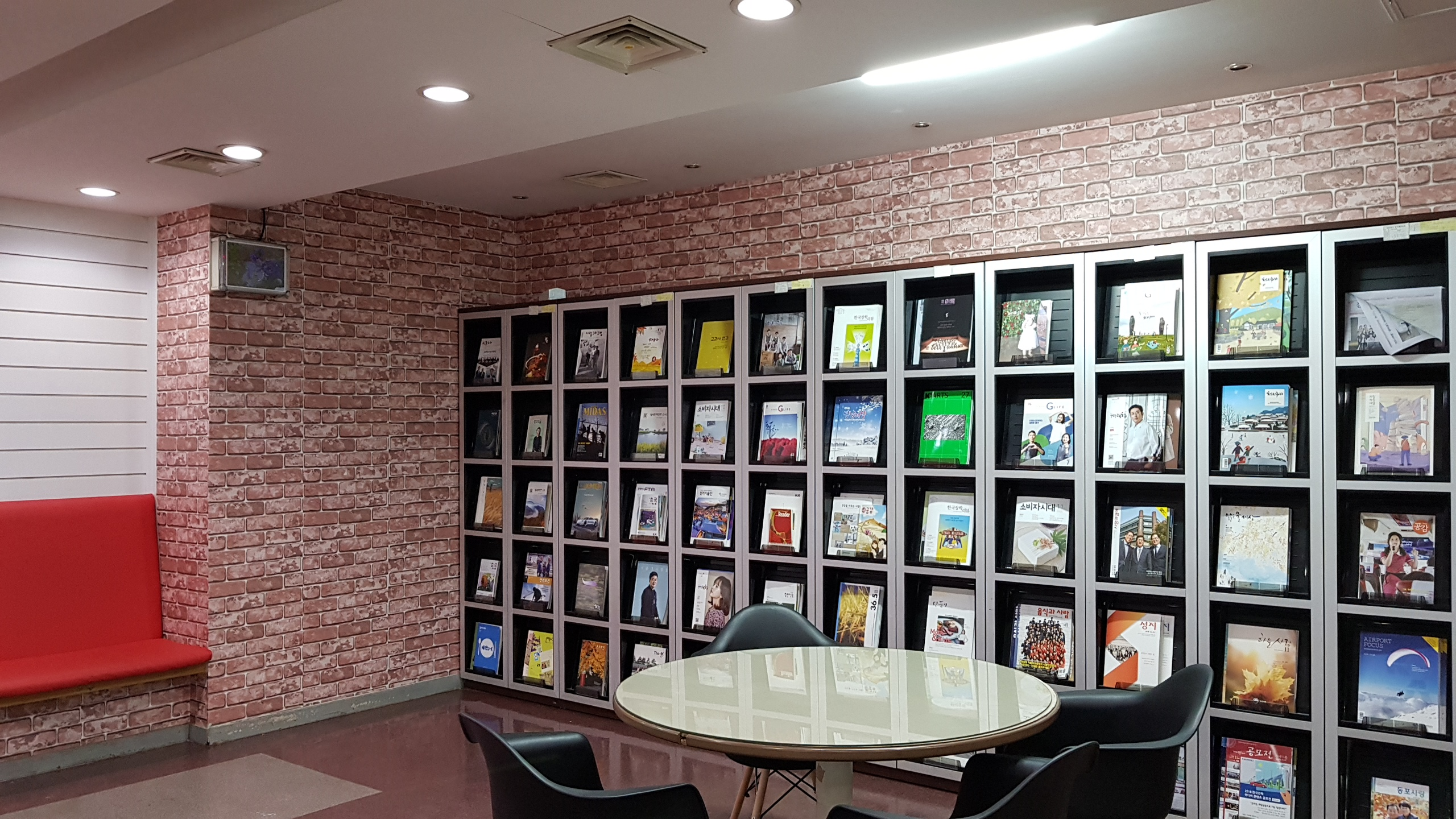
북카페
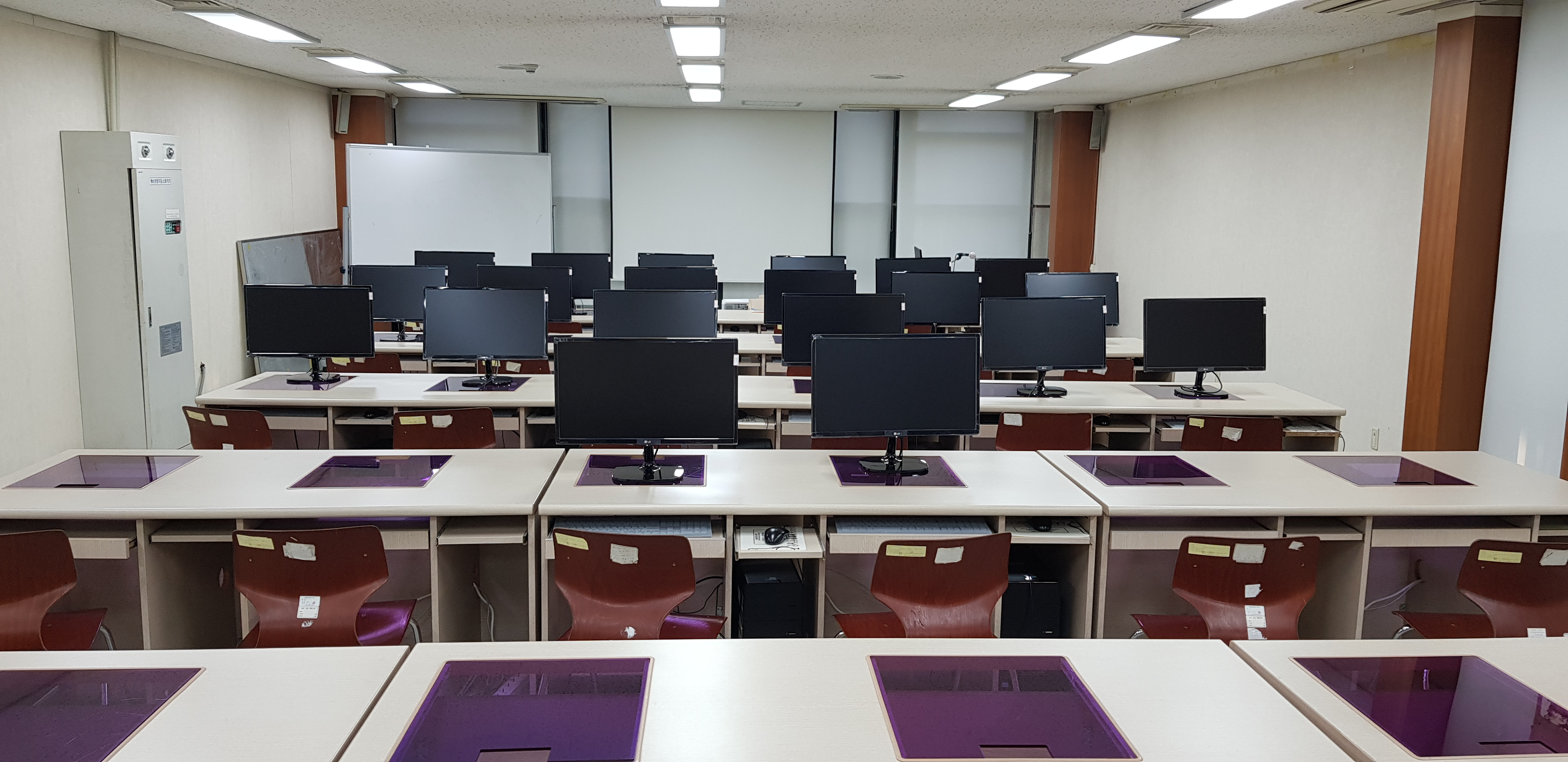
컴퓨터교육실
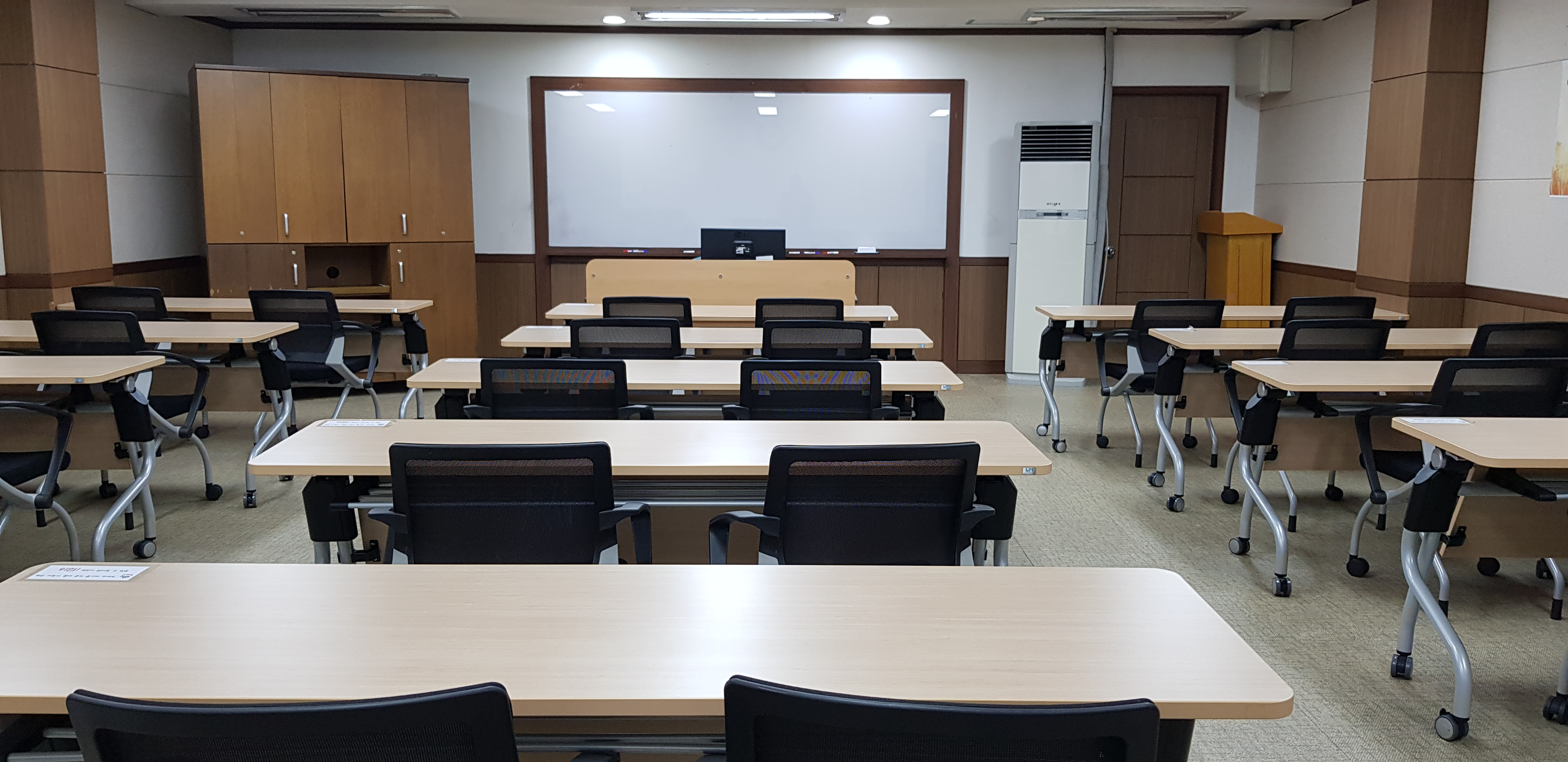
문화교실, 세미나실
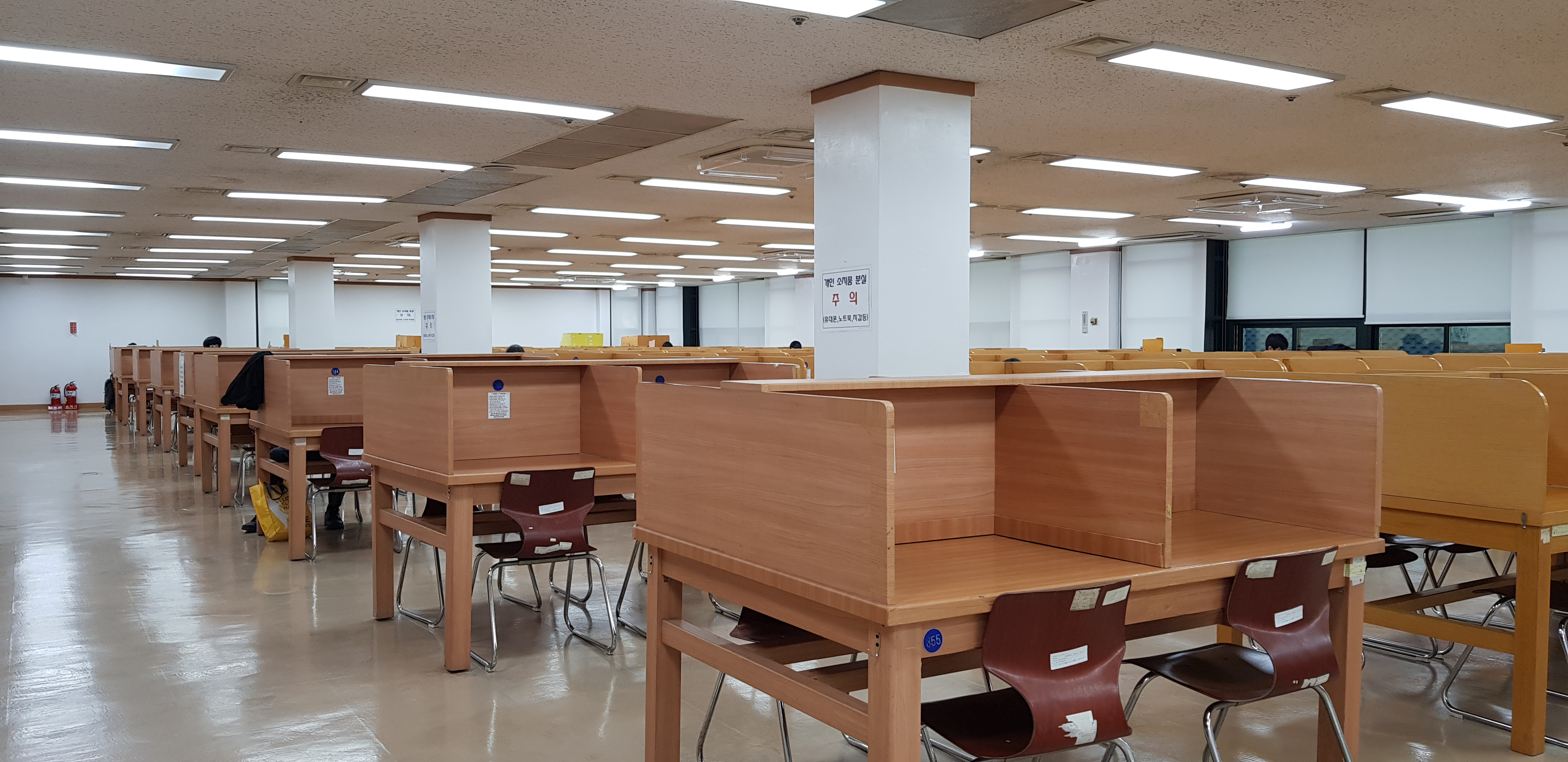
미래열람실(일반열람실)

## 같이 보기
- 성남시중원도서관